# Dom Fill Chong Krauey
Dom Fill Chong Krauey (en camboyano: ដុំហ្វីលចុងក្រោយ) es una película dramática camboyana de 2014 coproducida y dirigida por Kulikar Sotho. La película fue seleccionada como la entrada de Camboya a la Mejor Película en Lengua Extranjera en la 88.ª edición de los Premios Óscar, pero no fue nominada.

## Sinopsis
Phnom Penh en la actualidad. Sophoun, la hija rebelde de un coronel de la línea dura, vive la vida al límite, formando parte de una banda local. Pero cuando un día su padre regresa a casa con otra propuesta de matrimonio, Sophoun huye de ese hogar que se derrumba, y busca refugio en un cine abandonado. Allí, para su sorpresa, encontrará un melodrama sin terminar de los 70, de la era pre-jemer.

## Reparto
- Rous Mony como Veasna
- Ma Rynet como Sophoun
- Dy Saveth como Srey Mom
- Hun Sophy como El coronel Bora
- Sok Sothun como Vichea